# Zaïrite
La zaïrite è un minerale appartenente al supergruppo dell'alunite, gruppo della plumbogummite. È un fosfato di bismuto analogo alla waylandite ma con ferro al posto dell'alluminio. Il minerale è stato scoperto a Eta-Etu, regione di Kivu, Repubblica Democratica del Congo (ex Zaire) ed il nome è stato attribuito in riferimento allo stato di provenienza (all'epoca della scoperta la Repubblica Democratica dello Zaire).

## Morfologia
La zaïrite è stata scoperta sotto forma di piccole masse di colore verdastro dovuto alla presenza di piccole quantità di rame.

## Origine e giacitura
La zaïrite è stata trovata nella zona di alterazione di un filone di quarzo superficiale contenente wolframite associata a mica.